# Список парків мініатюр

Парк мініатюр у Швейцарії

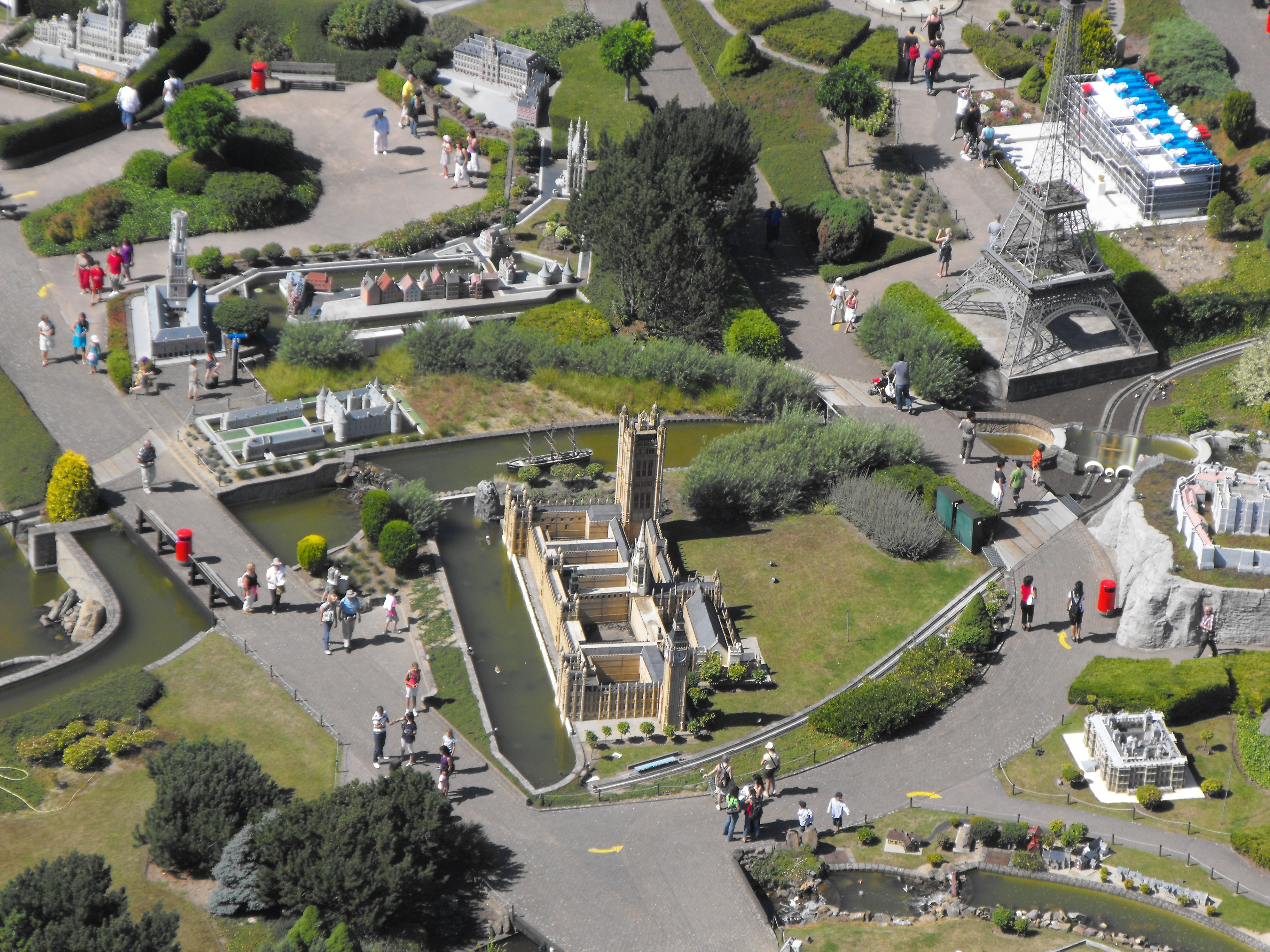
Міні-Європа, як символ єдиної Європи

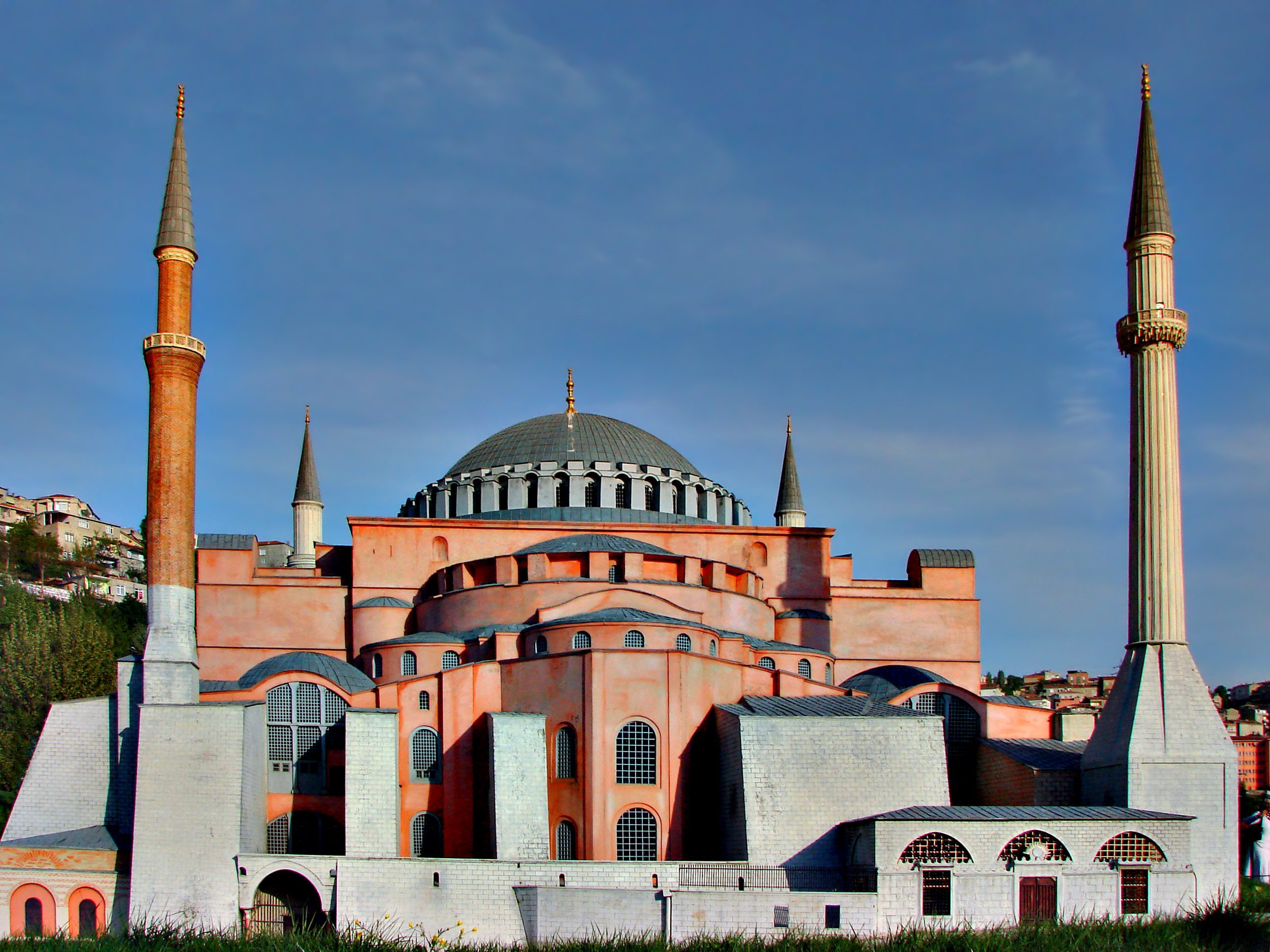
Міні Туреччина

Парк мініатюр — вид музею просто неба, де виставлені моделі архітектурних, інженерних споруд, виконані переважно у масштабі 1:25.

## Історія
Перші парки мініатюр з'явились у XIX ст. виключно у приватних володіннях. Лише 1930 було відкрито перший загальнодоступний парк мініатюр Bekonscot у Великій Британії, яка до сьогодні є світовим лідером за кількістю Парків мініатюр. З розвитком туризму після 2-ї світової війни настав і розвиток парків мініатюр, як реклами туристичного потенціалу певних держав, регіонів.

## Парки мініатюр у світі

### Європа
- Парк Мініатюр Minimundus, Австрія

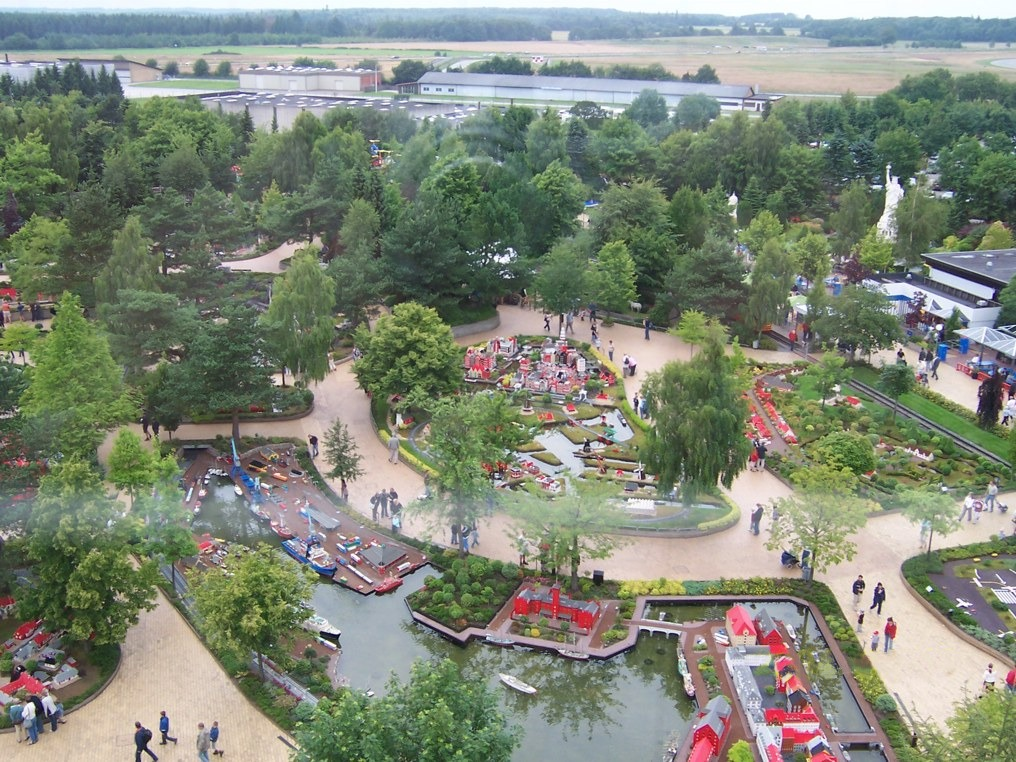
Леголенд Данія

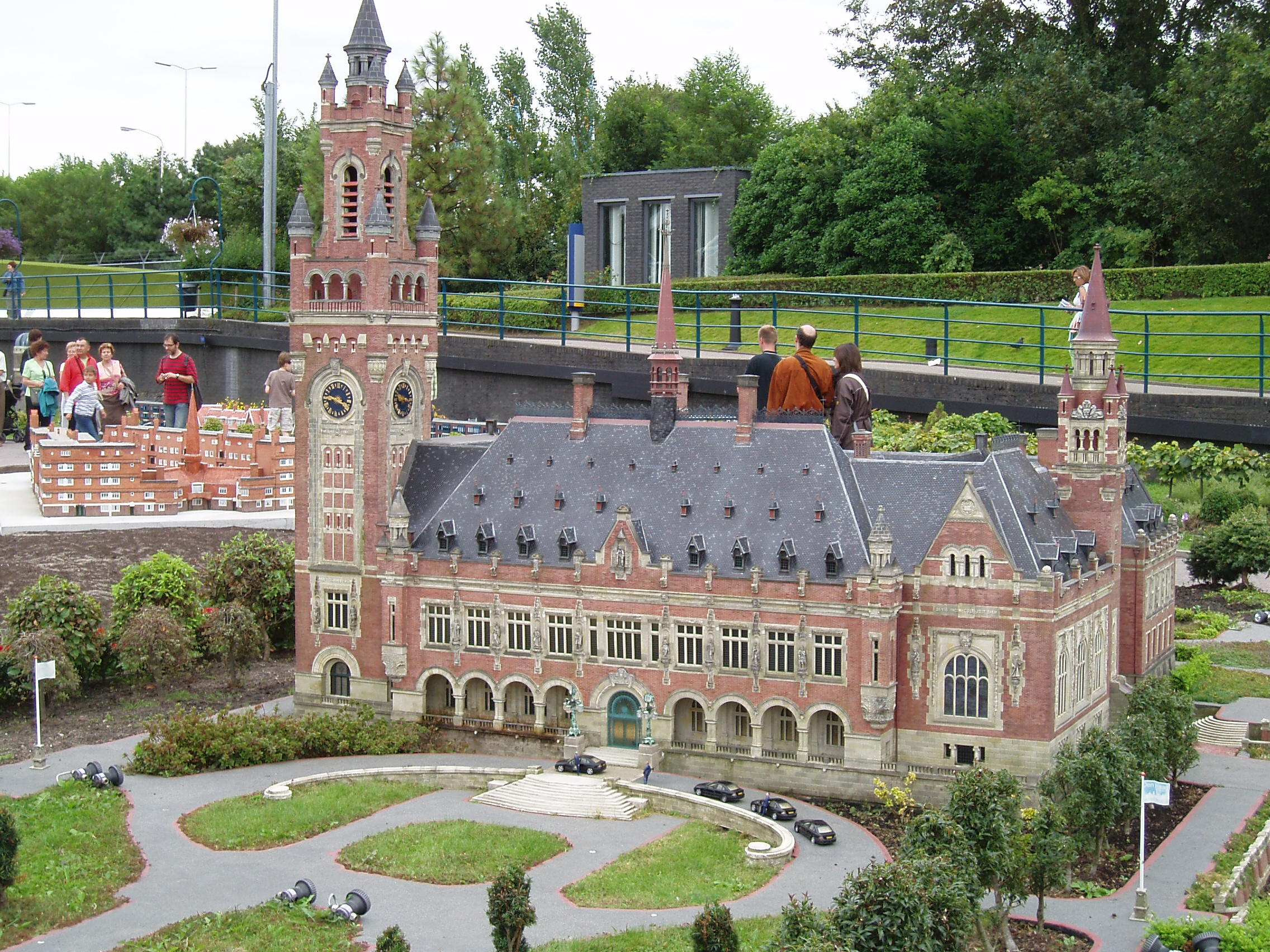
Мадуродам Голландія

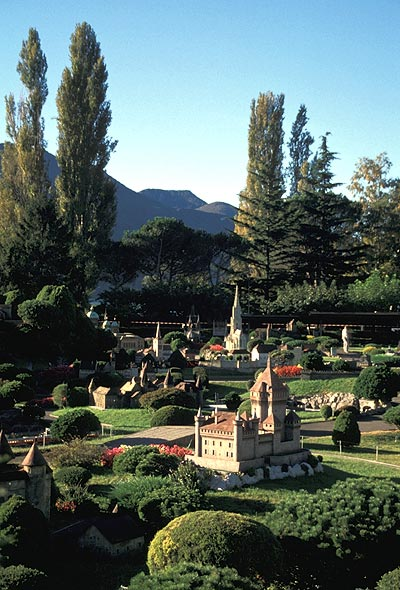
Швейцарія в мініатюрі

Київ у мініатюрі

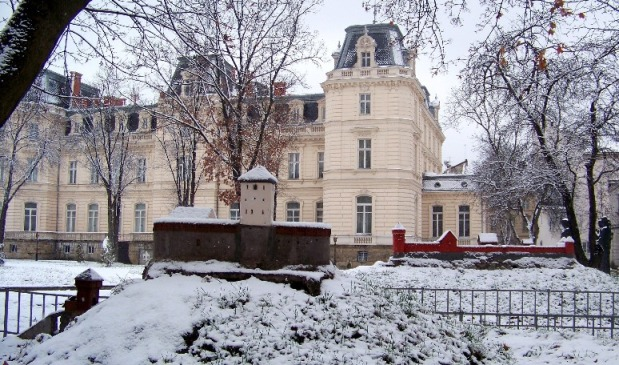
Парк замків у Львові

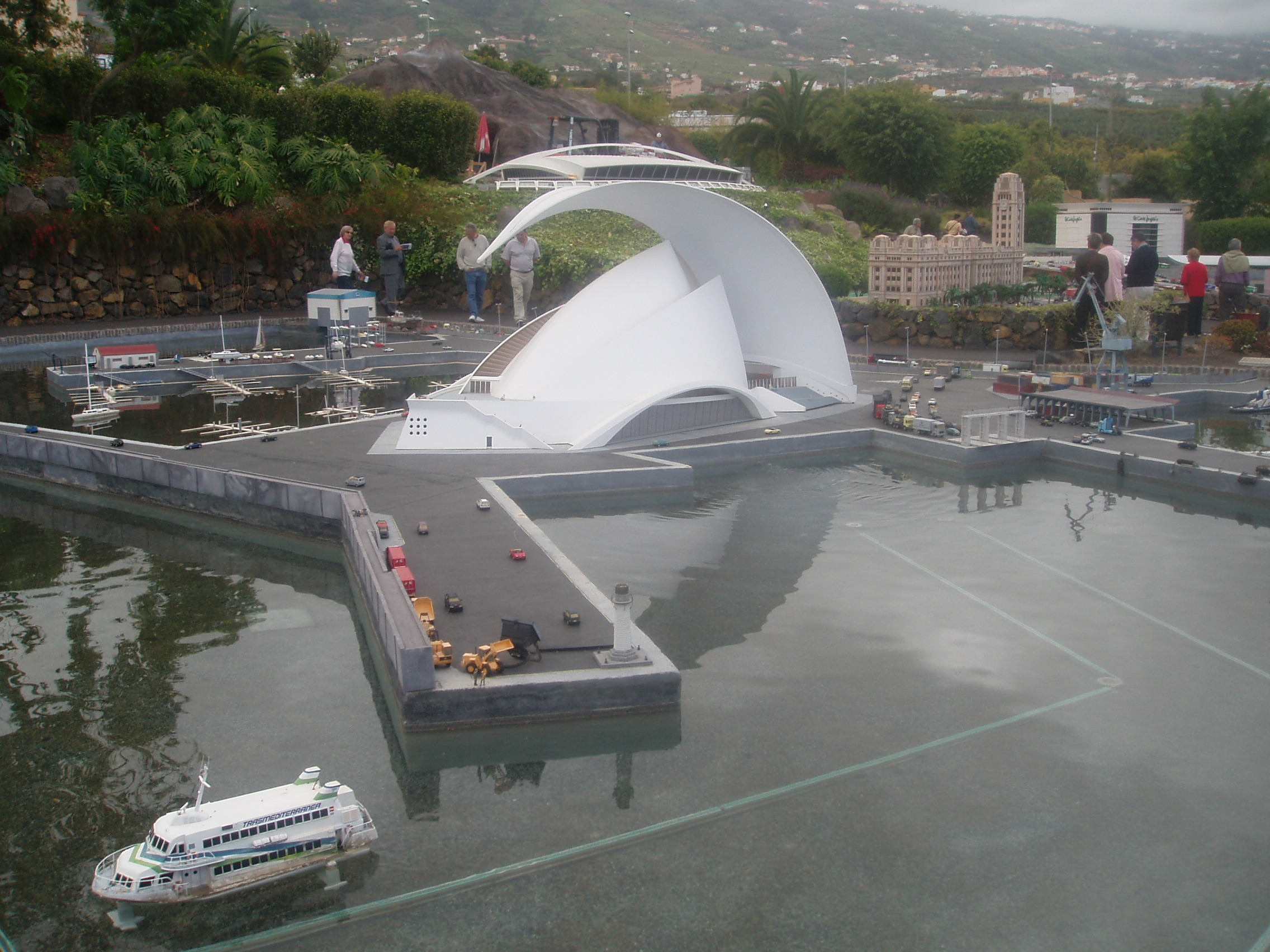
Пуебло Чіко, Іспанія

- Парк Мініатюр Міні-Європа, Бельгія
- Парк Мініатюр Land of Legend, Велика Британія
- Парк Мініатюр Anglesey Model Village, Велика Британія
- Парк Мініатюр Wimborne Model Town, Велика Британія
- Парк Мініатюр The Model Village, Велика Британія
- Парк Мініатюр Old New Inn, Велика Британія
- Парк Мініатюр Merrivale Model Village, Велика Британія
- Парк Мініатюр Babbacombe Model Village, Велика Британія
- Парк Мініатюр Miniatura Park, Велика Британія
- Парк Мініатюр Land's End, Велика Британія
- Парк Мініатюр Legoland Windsor, Велика Британія
- Парк Мініатюр Usher Miniature Village, Велика Британія
- Парк Мініатюр Lakeland Miniature Village, Велика Британія
- Парк Мініатюр Bekonscot, Велика Британія
- Парк Мініатюр Corfe Castle Model Village, Велика Британія
- Парк Мініатюр Southsea Model Village, Велика Британія
- Парк Мініатюр Southport Model Railway Village, Велика Британія
- Парк Мініатюр Bondville Model Village, Велика Британія
- Парк Мініатюр Forest Model Village, Велика Британія
- Парк Мініатюр Haigh Hall, Велика Британія
- Парк Мініатюр Skegness Model Village, Велика Британія
- Парк Мініатюр Wistow Rural Centre, Велика Британія
- Парк Мініатюр Ramsgate Model Village, Велика Британія
- Парк Мініатюр Hastings Model Village, Велика Британія
- Парк Мініатюр Eastbourne Redoubt Model Village, Велика Британія
- Парк Мініатюр Fred Slaymaker's Wonder Village, Велика Британія
- Парк Мініатюр Pendon Museum, Велика Британія
- Парк Мініатюр Велика Британія
- Парк Мініатюр Madurodam, Голландія
- Парк Мініатюр Legoland Billund, Данія
- Парк Мініатюр Моделі світу, Ірландія
- Парк Мініатюр Clonakilty Model Railway Village, Ірландія
- Парк Мініатюр Pueblo Chico, Valle de La Orotava, Іспанія
- Парк Каталонія в мініатюрі, Іспанія
- Парк Мініатюр Pasión Mudejar, Іспанія
- Парк Мініатюр Pasión Mudejar, Іспанія
- Парк Italia в мініатюрі, Італія
- Парк Мініатюр Wunderland, Гамбург, Німеччина
- Парк Мініатюр Legoland Günzburg, Німеччина
- Парк Мініатюр Minimundus Bodensee, Німеччина
- Парк «mini-a-thür» Ruhla, Німеччина
- Парк Erlebnis-Miniaturenpark Elsterwerda Elsterwerd, Німеччина
- Парк Мініатюр Klein-Erzgebirge, Німеччина
- Парк Мініатюр Miniaturenpark Kleinwelka, Німеччина
- Парк Мініатюр пам'яток Нижньої Сілезії у Каварах, Польща
- Парк мініатюр морських маяків у Ніхожі (філіал парку у Каварах), Ґміна Реваль, Польща
- Парк Мініатюр біля Познані, Польща
- Парк Мініатюр «Світ мрій» в Інвальді, Польща
- Парк Мініатюр Вармії і Мазур, Польща
- Парк Мініатюр «Центр Культури Екуменічної» у Мишковичах, Польща
- Парк Мініатюр замків Огродзенець, Польща
- Парк Мініатюр кашубський, Польща
- Парк Мініатюр Portugal dos Pequeninos in coimbra, Португалія
- Парк мініатюр у Подолі (Podolie), Словаччина
- Парк Мініатюр Miniatürk, Туреччина
- Парк Мініатюр Minicity, Туреччина
- Парк Київ у мініатюрі, Україна
- Парк Крим у мініатюрі, Алушта, Україна
- Парк Мініатюр Замків та оборонних споруд давньої України, Львів, Україна
- Парк Франція в мініатюрі, Франція
- Парк розваг Астерікс, Франція
- Парк розваг Disneyland Resort Paris, Франція
- Парк Мініатюр Міні Острава, Чехія
- Парк Swissminiatur, Швейцарія
- Парк Swiss Vapeur, Швейцарія

### США і Канада

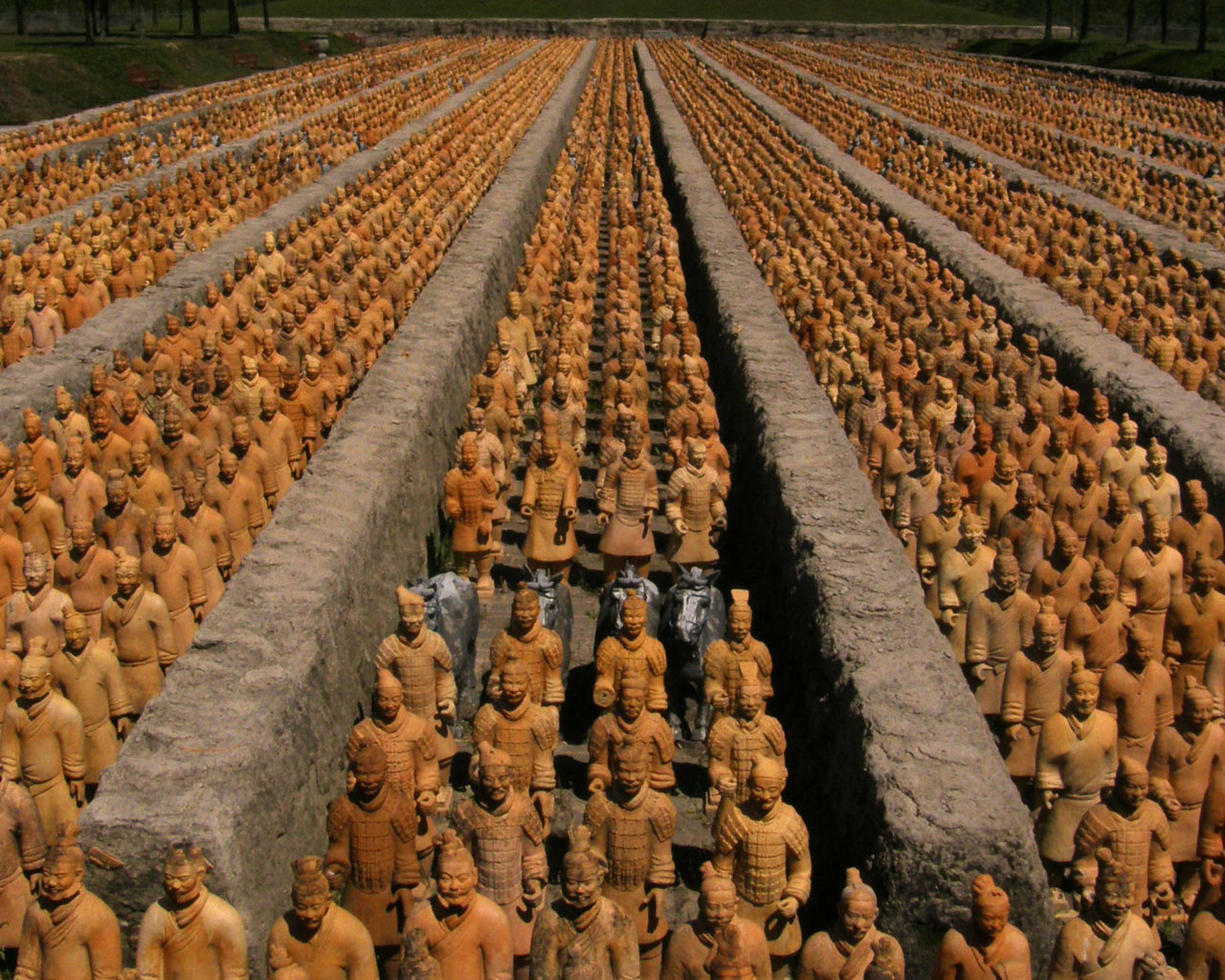
Теракотове військо у Техасі

- Парк Мініатюр Cullen Gardens and Miniature Village, Канада
- Парк Мініатюр Woodleigh Replicas, Канада
- Парк Мініатюр Шкарет, Мексика
- Парк Мініатюр Forbidden Gardens, Техас, США
- Парк Мініатюр Legoland California, Каліфорнія
- Парк Мініатюр Miniature Railroad & Village, Пенсильванія, США
- Парк Мініатюр Roadside America, Пенсильванія, США
- Парк Мініатюр Storybook Land Canal Boats, Disneyland, Каліфорнія, США
- Парк Мініатюр Splendid China, Флорида, США
- Парк Мініатюр Tiny Town, Morrison, Колорадо, США
- Парк мініатюр Ave Maria Grotto Cullman, Алабама, США
- Парк Мініатюр Panorama of the City of New York at the Queens Museum of Art, США

### Азія
- Міні-Ізраїль Mini Israel, Ізраїль

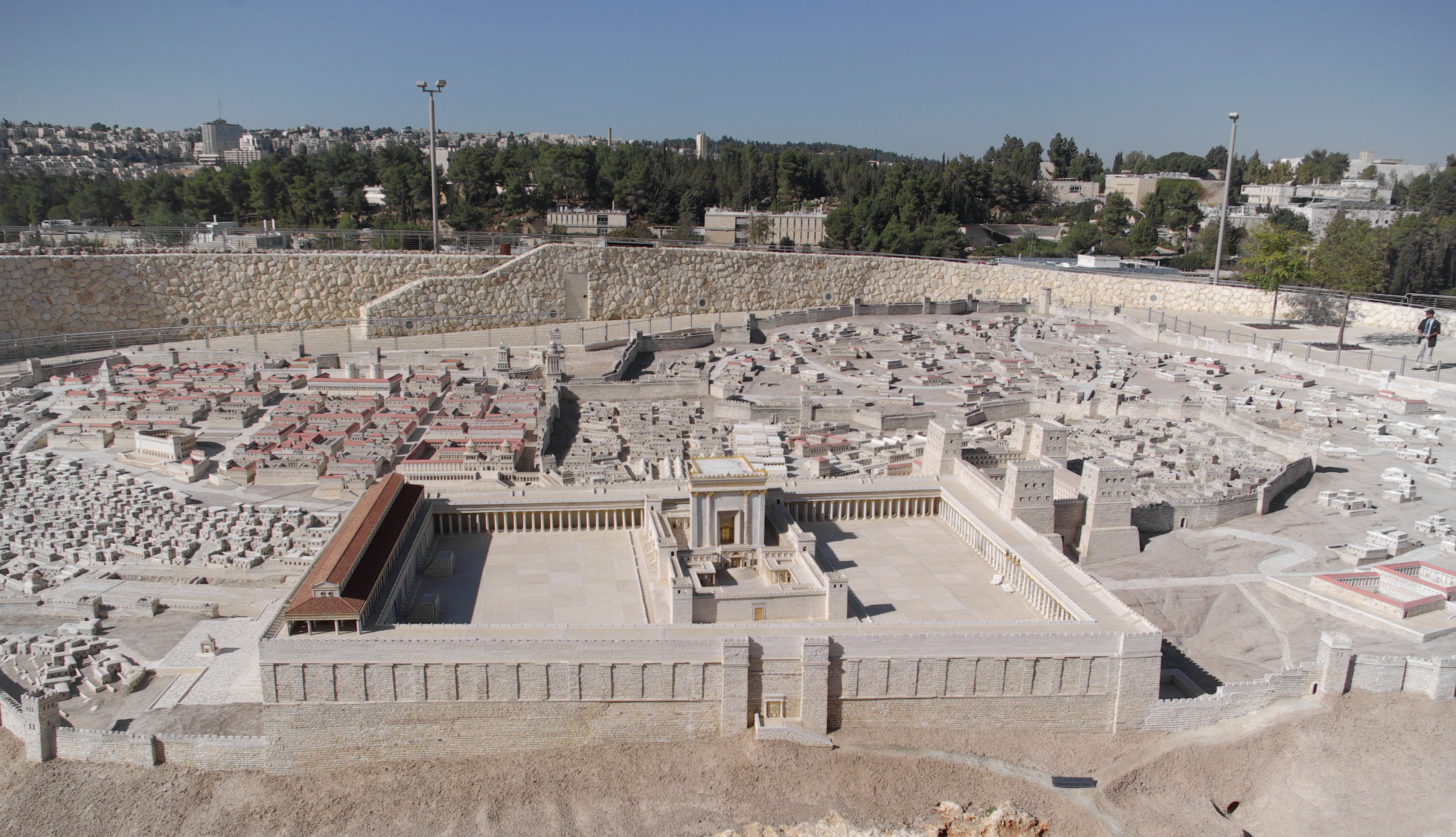
Єрусалим, Ізраїль

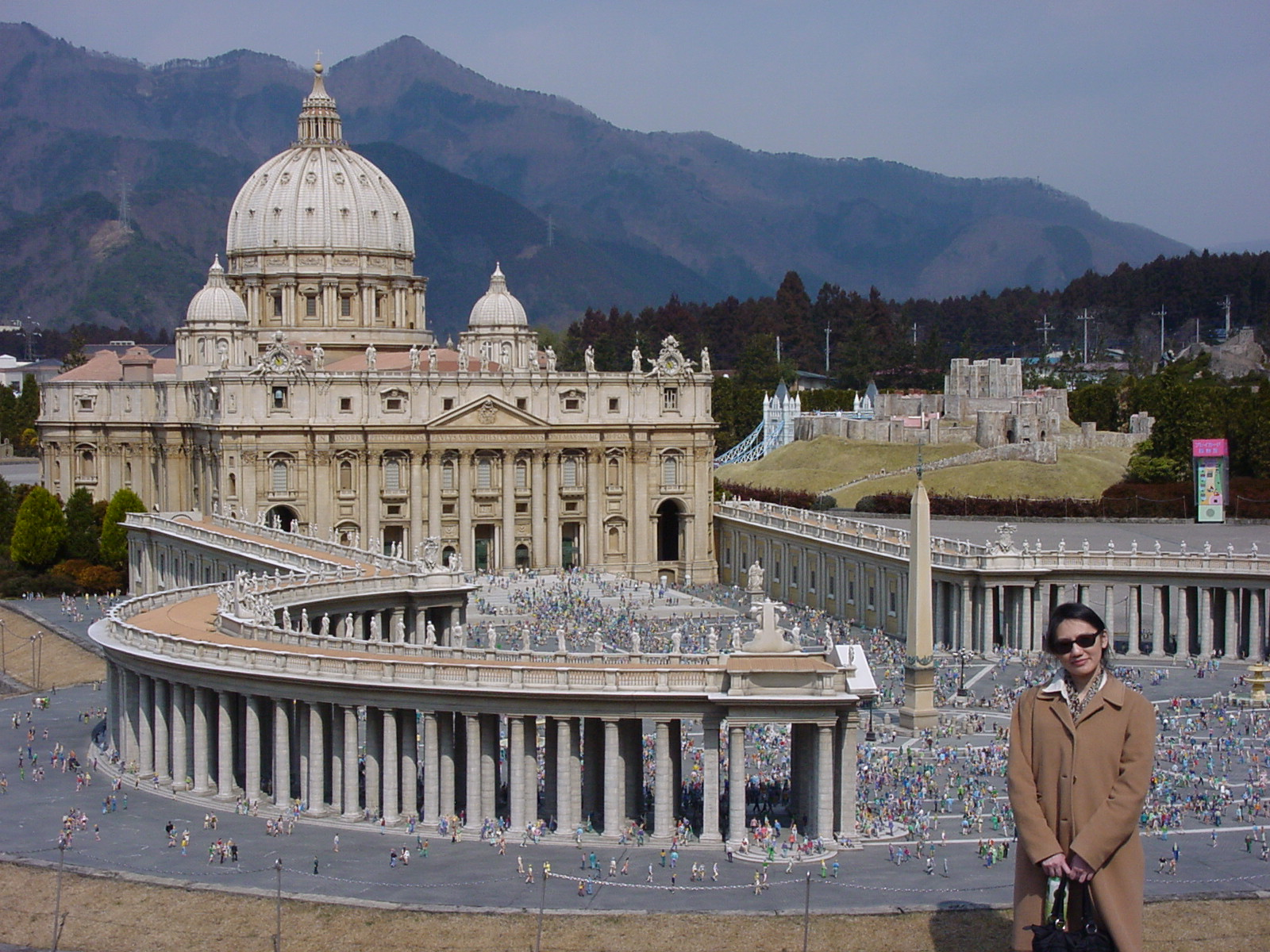
Міні парк у Японії

- Парк Мініатюр Jerusalem's Model in the Late 2nd Temple Period, Ізраїль
- Парк Мініатюр Taman Mini Indonesia Indah, Індонезія
- Парк Мініатюр Splendid China, Китай
- Парк Мініатюр Window of the World, Китай
- Парк Мініатюр World Park, Китай
- Парк Мініатюр Shanghai Urban Planning Exhibition Hal, Китай
- Парк Мініатюр SEGA, Дубай, Об'єднані Арабські Емірати
- Парк Мініатюр Window on China, Тайвань
- Парк Мініатюр Ancient City, Таїланд
- Парк Мініатюр Tobu World Square, Японія

### Африка
- Парк Мініатюр Santarama Miniland, Південна Африка
- Парк Мініатюр Durban Mini Town, Південна Африка

### Океанія

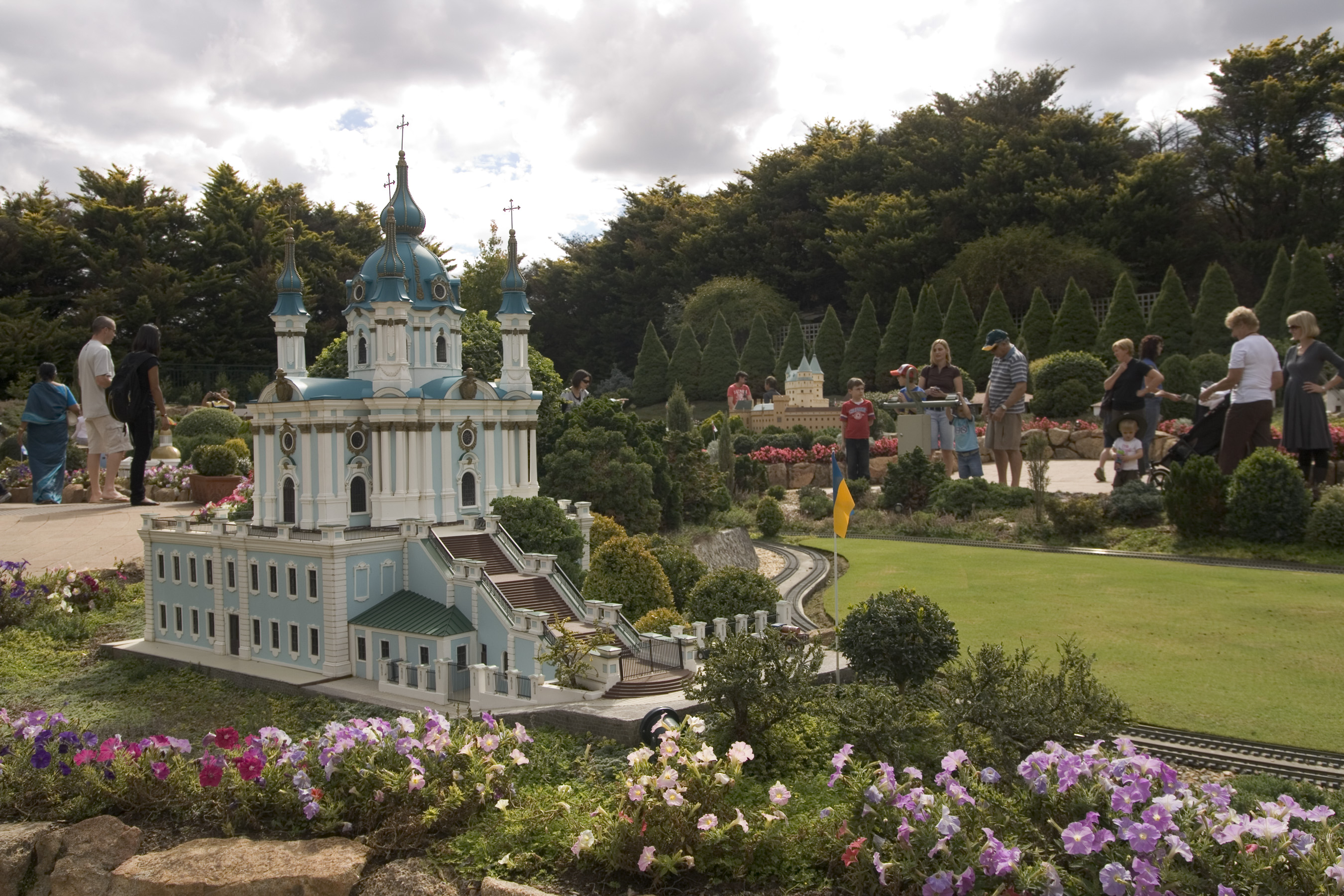
Модель Андріївської церкви у парку Cockington green, Канберра, Австралія

- Парк Мініатюр Cockington Green Gardens[en], Nicholls ACT, Австралія